# 라디오 매거진 톡
《라디오 매거진 톡》은 박창현 아나운서가 진행하는 MBC 표준FM 라디오의 정보 프로그램이다. 2017년 6월 24일 자로 4년 만에 폐지되었다.